# 바야돌리드
바야돌리드(스페인어: Valladolid)는 스페인 카스티야레온 지방 바야돌리드 주의 주도다. 면적은 197.91 km2이며, 고도는 698 m이다. 인구는 300,618 명(2024년)이다. 한때 카스티야 연합 왕국과 스페인 왕국의 왕궁이 놓였다. 피스에루가 강을 따라 위치한 공업 도시다. 스페인 중북부의 교통의 요지며, 농작물의 집산지로서의 역할도 하고 있다. 인근 도시로는 약 110km 남서쪽의 살라망카와 120km의 북서쪽에 있는 레온, 그리고 160km의 남동쪽에 있는 마드리드 등을 들 수 있다.

## 역사
고대 켈트족이 거주했으나 로마 제국에 정복되어 지배 아래 놓이게 되었다. 그 후 서고트 왕국의 지배를 거쳐서 이슬람 세력인 우마이야 왕조의 침입을 받았다. 이후 기독교 세력의 레콘키스타(재정복 운동)가 진전되는 가운데 11세기에 레온 왕국의 기초 도시가 건설되고, 기독교 세력의 근거지 중의 하나가 됐다. 1346년 바야돌리드 대학도 설립되어 학예의 진흥이 도모되었다. 1469년 카스티야 연합왕국의 공주 이사벨(후 이사벨 1세)과 아라곤 연합왕국의 왕자 페르난도(후 페르난도 2세)가 이 도시에서 혼례하였다.

## 교통

### 공항
바야돌리드 공항이 있다. 라이언에어를 통해 독일의 베제 등으로 갈 수 있다.

## 기후
| 바야돌리드의 기후                                              | 바야돌리드의 기후 | 바야돌리드의 기후 | 바야돌리드의 기후 | 바야돌리드의 기후 | 바야돌리드의 기후 | 바야돌리드의 기후 | 바야돌리드의 기후 | 바야돌리드의 기후 | 바야돌리드의 기후 | 바야돌리드의 기후 | 바야돌리드의 기후 | 바야돌리드의 기후 | 바야돌리드의 기후 |
| 월                                                             | 1월               | 2월               | 3월               | 4월               | 5월               | 6월               | 7월               | 8월               | 9월               | 10월              | 11월              | 12월              | 연간              |
| -------------------------------------------------------------- | ----------------- | ----------------- | ----------------- | ----------------- | ----------------- | ----------------- | ----------------- | ----------------- | ----------------- | ----------------- | ----------------- | ----------------- | ----------------- |
| 역대 최고 기온 °C (°F)                                         | 18.0 (64.4)       | 22.9 (73.2)       | 26.6 (79.9)       | 30.1 (86.2)       | 34.5 (94.1)       | 39.8 (103.6)      | 41.1 (106.0)      | 40.0 (104.0)      | 38.2 (100.8)      | 33.3 (91.9)       | 24.0 (75.2)       | 21.4 (70.5)       | 41.1 (106.0)      |
| 일평균 최고 기온 °C (°F)                                       | 8.1 (46.6)        | 11.2 (52.2)       | 15.1 (59.2)       | 17.5 (63.5)       | 21.9 (71.4)       | 27.4 (81.3)       | 30.9 (87.6)       | 30.4 (86.7)       | 25.5 (77.9)       | 19.1 (66.4)       | 12.3 (54.1)       | 8.7 (47.7)        | 19.0 (66.2)       |
| 일일 평균 기온 °C (°F)                                         | 4.4 (39.9)        | 6.0 (42.8)        | 9.1 (48.4)        | 11.3 (52.3)       | 15.2 (59.4)       | 19.8 (67.6)       | 22.7 (72.9)       | 22.5 (72.5)       | 18.5 (65.3)       | 13.6 (56.5)       | 8.0 (46.4)        | 5.0 (41.0)        | 13.0 (55.4)       |
| 일평균 최저 기온 °C (°F)                                       | 0.7 (33.3)        | 0.8 (33.4)        | 3.1 (37.6)        | 5.2 (41.4)        | 8.5 (47.3)        | 12.2 (54.0)       | 14.4 (57.9)       | 14.5 (58.1)       | 11.5 (52.7)       | 8.0 (46.4)        | 3.8 (38.8)        | 1.4 (34.5)        | 7.0 (44.6)        |
| 역대 최저 기온 °C (°F)                                         | −11.0 (12.2)      | −11.5 (11.3)      | −10.2 (13.6)      | −6.0 (21.2)       | −1.7 (28.9)       | 2.6 (36.7)        | 3.2 (37.8)        | 3.6 (38.5)        | 0.0 (32.0)        | −3.4 (25.9)       | −6.8 (19.8)       | −10.8 (12.6)      | −11.5 (11.3)      |
| 평균 강수량 mm (인치)                                          | 44.8 (1.76)       | 24.0 (0.94)       | 31.6 (1.24)       | 48.5 (1.91)       | 46.4 (1.83)       | 27.0 (1.06)       | 12.9 (0.51)       | 12.2 (0.48)       | 29.4 (1.16)       | 61.3 (2.41)       | 50.3 (1.98)       | 45.0 (1.77)       | 433.5 (17.07)     |
| 평균 강수일수 (≥ 0.1 mm)                                       | 11.00             | 7.73              | 9.03              | 11.70             | 9.73              | 6.07              | 3.40              | 3.40              | 6.03              | 10.33             | 11.67             | 11.20             | 101.30            |
| 평균 강설일수                                                  | 2.70              | 2.50              | 1.07              | 0.70              | 0.00              | 0.00              | 0.00              | 0.00              | 0.00              | 0.03              | 0.37              | 0.93              | 8.30              |
| 평균 상대 습도 (%)                                             | 84.0              | 72.4              | 63.7              | 62.2              | 57.7              | 49.6              | 44.2              | 45.7              | 54.9              | 68.9              | 79.7              | 84.7              | 64.0              |
| 가능 일조율                                                    | 34.2              | 52.7              | 58.6              | 59.6              | 63.0              | 72.1              | 79.2              | 78.6              | 71.0              | 55.6              | 41.1              | 33.2              | 58.2              |
| 출처: 스페인 기상청 (평년값: 1991년~2020년, 극값: 1973년~현재) |                   |                   |                   |                   |                   |                   |                   |                   |                   |                   |                   |                   |                   |

## 바야돌리드 출신의 유명 인사
- 엔리케 4세(카스티야 왕)
- 펠리페 2세(스페인 왕)
- 펠리페 4세(스페인 왕)
- 안 도트리슈 - 프랑스 루이 13세 왕비
- 호세 루이스 로드리게스 사파테로 - 전 스페인 총리